# بروغريس إم 19 إم
بروغريس إم 19 إم، المعروفة باسم بروغريس 51 بّي من قبل وكالة ناسا، هي مركبة فضائية استخدمها رواد الفضاء الروس لإعادة تزويد محطة الفضاء الدولية بالمؤن خلال عام 2013. أُطلقت بروغريس إم 19 إم في مهمةٍ نموذجية لمدة يومين إلى محطة الفضاء الدولية. إنها مركبة بروغريس إم 11 إم 615 إيه 60 التاسعة عشر التي جرى إطلاقها، رقمها التسلسلي هو 419 وقد بُنيت من قبل شركة آر كيه كيه إنيرجيا.

## الإطلاق
أُطلقت المركبة الفضائية في الوقت المحدد الساعة 10:12:16 بالتوقيت العالمي المنسق في 24 أبريل 2013 على متن صاروخ حامل من طراز سويوز يو من الموقع 1/5 في قاعدة بايكونور الفضائية في كازاخستان.
نجحت المركبة الفضائية بالوصول إلى المدار ونشر ألواحها الشمسية كما هو مخطط له. مع ذلك، فشلت إحدى هوائيات نظام كورس الخاص بها، المُستخدمة للاقتراب والالتحام بمحطة الفضاء الدولية، في الانتشار في الوقت المحدد.

## الالتحام بمحطة الفضاء الدولية
نجحت بروغريس إم 19 إم بالالتحام اللين مع محطة الفضاء الدولية (آي إس إس) في 26 أبريل الساعة 12:25 بالتوقيت العالمي المنسق من خلال منفذ الإرساء الخلفي لوحدة الخدمة زفيزدا، وأُكمِل الالتحام الصلب في الساعة 12:26:1 بالتوقيت العالمي المنسق. بسبب حدوث فشل في نشر إحدى هوائيات نظام كورس الخاص بالمركبة الفضائية، أُرسل أمر برمجي من وحدات التحكم الروسية إلى المركبة الفضائية لتجاوز قيود نظام كورس. تشمل المركبة نظام تورو للتحكم اليدوي الذي سمح لرائدي الفضاء رومان رومانينكو وبافيل فينوجرادوف بالتحكم في حالة فشل نظام كورس. في النهاية، استُخدمت إجراءات الالتقاء والالتحام المؤتمتة باستخدام نظام كورس على متن آي إس إس ومركبة بروغريس، على الرغم من أن سرعة الالتحام كانت أبطأ من المعتاد لإعطاء المهندسين نظرة جيدة على الهوائي من خلال نظام الكاميرا الخاص بالمحطة. أثناء الالتحام، كانت آي إس إس وبروغريس إم 19 إم تدوران على ارتفاع 420 كيلومتر (260 ميل) فوق الحدود الكازاخستانية الصينية.
قام طاقم البعثة رقم 35 بفتح أبواب المركبة ودخلوا في وقت لاحق من ذلك اليوم.

## الحمولة
سلمت مركبة بروغريس إم 19 إم نحو 365 كيلوجرام (805 باوند) من الوقود، و48 كيلوجرام (106 باوند) من الأكسجين والهواء، و410 كيلوجرام (900 باوند) من الماء ونحو 1543 كيلوجرام (3402 باوند) من قطع الغيار والمعدات العلمية وغيرها من الإمدادات (بضائع جافة) لمحطة الفضاء الدولية.

## انفصال المركبة وتحطمها
انفصلت بروغريس إم 19 إم من وحدة زفيزدا الخاصة بمحطة الفضاء الدولية في 11 يونيو 2013 الساعة 13:58 بالتوقيت العالمي المنسق. مهدت عملية الانفصال الطريق أمام مركبة إيه تي في 4 ألبرت اينشتاين التابع لوكالة الفضاء الأوروبية للالتحام لاحقًا بمحطة الفضاء الدولية.
بعد فترة وجيزة من الانفصال، دخلت بروغريس إم 19 إم مدارًا مستقلًا لبدء رحلة تحليق حر لمدة أسبوع واحد وأجرت تجربة رادار بروغريس. الهدف من تجربة رادار بروغريس (التي أجريت أيضًا خلال مهمات بروغريس السابقة) هو التحقق من كثافة وحجم وانعكاسية بيئة الغلاف الأيوني حول المركبة الفضائية نتيجة حرق الوقود أثناء عمل المحرك. خلال التجربة، جرى تتبع المركبة الفضائية من قبل معهد الفيزياء الأرضية الشمسية التابع لفرع سيبيريا في الأكاديمية الروسية للعلوم في إيركوتسك.
في نهاية تجربة رادار بروغريس، في 19 يونيو 2013 في الساعة 13:39 بالتوقيت العالمي المنسق، قامت بروغريس إم 19 إم بمناورة لخفض مدارها باستخدام محرك إس 5.80 الخاص بنظام الدفع الرئيسي آر تي دي يو 80. انتهت المهمة عندما قامت المركبة بالدخول في الغلاف الجوي لتتدمر وتصطدم بسطح المحيط الهادئ في الساعة 14:40 بالتوقيت العالمي المنسق، في 19 يونيو 2013.